# Stortjärnen (Själevads socken, Ångermanland)
Stortjärnen är en sjö i Örnsköldsviks kommun i Ångermanland och ingår i Gideälvens huvudavrinningsområde. Sjön har en area på 0,071 kvadratkilometer och ligger 203,2 meter över havet.

## Delavrinningsområde
Stortjärnen ingår i det delavrinningsområde (704813-163738) som SMHI kallar för Utloppet av Ledingssjön. Medelhöjden är 192 meter över havet och ytan är 24,55 kvadratkilometer. Räknas de 7 avrinningsområdena uppströms in blir den ackumulerade arean 81,6 kvadratkilometer. Ledingsån som avvattnar avrinningsområdet har biflödesordning 2, vilket innebär att vattnet flödar genom totalt 2 vattendrag innan det når havet efter 48 kilometer. Avrinningsområdet består mestadels av skog (58 procent). Avrinningsområdet har 3,33 kvadratkilometer vattenytor vilket ger det en sjöprocent på 13,5 procent.